# Comuna Jurjevîci, Olevsk
Jurjevîci (în ucraineană Журжевицька сільська рада) este o comună în raionul Olevsk, regiunea Jîtomîr, Ucraina, formată din satele Jurjevîci (reședința) și Rudnea.

## Demografie
Componența lingvistică a comunei Jurjevîci
     Ucraineană (99,79%)
     Alte limbi (0,21%)
Conform recensământului din 2001, majoritatea populației comunei Jurjevîci era vorbitoare de ucraineană (99,79%), existând în minoritate și vorbitori de alte limbi.